# Христо Мицков
Христо Мицков Пулевски е български зограф, представител на Дебърската художествена школа.

## Биография
Христо Мицков е роден в дебърската паланка Галичник, Западна Македония. Роднина е на зографа Евгений Попкузманов. Става иконописец и е добър майстор. Рисува в Източна Сърбия – Враня, Лесковац, Ниш и Нишко. Жени се в Ниш, където умира в 1900 година.